# بيتر ألكسندر (رسام)
بيتر ألكسندر (بالإنجليزية: Peter Alexander)‏ هو نحات ورسام أمريكي، ولد في 27 فبراير 1939 في لوس أنجلوس في الولايات المتحدة.